# Misael Escuti
Misael Escuti Rovira (* 20. Dezember 1926 in Copiapó, Región de Atacama; † 3. Januar 2005 in Santiago de Chile) war ein chilenischer Fußballtorhüter. Er nahm an der Fußball-Weltmeisterschaft 1962 im eigenen Land teil.

## Spielerkarriere

### Verein
Escuti begann seine Karriere 1944 beim Badminton FC aus der Hauptstadt Santiago de Chile. 1946 schloss er sich dem CSD Colo-Colo an. Insgesamt spielte er 18 Jahre für Colo-Colo. Mit diesem Klub gewann er viermal die chilenische Meisterschaft sowie 1958 den chilenischen Pokal. 1964 beendete er dort seine Spielerkarriere.

### Nationalmannschaft
Am 12. Juli 1953 debütierte Escuti in einem Freundschaftsspiel gegen Spanien in der chilenischen Nationalmannschaft. Er nahm mit der chilenischen Auswahl am Campeonato Sudamericano 1955 teil. In diesem Turnier, das vor heimischem Publikum ausgetragen wurde und bei dem die Gastgeber den zweiten Platz belegten, kam er in allen fünf Spielen zum Einsatz. Beim Turnier in Uruguay im folgenden Jahr kam er zu drei Einsätzen, darunter beim 4:1 gegen Brasilien. Auch beim Campeonato Sudamericano 1957 in Peru bestritt Escuti fünf der sechs chilenischen Spiele. Chile wurde bei diesem Turnier nur Vorletzter. Aufgrund einer Reihe von Vorfällen mit der chilenischen Mannschaft wurde er lebenslang für Länderspiele gesperrt. 1960 wurde er begnadigt und kehrte in die Nationalmannschaft zurück. Bei der Fußball-Weltmeisterschaft 1962 im eigenen Land bestritt Escuti fünf der sechs Spiele. Im Spiel um den dritten Platz gegen Jugoslawien stand Adán Godoy im chilenischen Tor.
Zwischen 1953 und 1963 absolvierte Escuti insgesamt 40 Länderspiele für Chile.

## Nach dem Fußball
An Alzheimer erkrankt, starb Misael Escuti am 3. Januar 2005 wenige Tage nach seinem 78. Geburtstag an einem Herzstillstand.

## Erfolge
- Chilenische Meisterschaft: 1953, 1956, 1960 und 1963
- Chilenischer Pokal: 1958

## Auszeichnungen
- Chiles Fußballer des Jahres: 1962